# Hapi (ägyptische Mythologie)
Hapi ist seit dem Mittleren Reich als göttliche Erscheinungsform der Nilflut belegt. Zumeist trat er ikonografisch als stehende androgyne Gottheit mit Papyruspflanzen in den Händen haltend auf. Hapi genoss keinen eigenen Kult, sondern wurde stets in Verbindung anderer Gottheiten verehrt.
Selbstzeugend entstand die Tochter Sat-Hapi. Hapi wird seit der 19. Dynastie (Neues Reich) von Amun, der in einer Symbiose auch den Urozean verkörpert, alljährlich neu geboren: Der Leib des Amun ist Nun; was darin ist, ist Hapi. 
In Verbindung mit Osiris heißt es: Hapi ist entstanden an den Grenzen der Erde, er opfert Osiris als die große Flut, holt die Pflanzen heraus, lässt das Verdorrte grün werden und durchbricht die Dämme während der Überschwemmungszeit.
Obwohl insgesamt männlich, wird Hapi mit Ammen-Brüsten als Symbol der Fruchtbarkeit dargestellt.